# Metriocnemus ikineous
Metriocnemus ikineous är en tvåvingeart som beskrevs av Sasa och Suzuki 1999. Metriocnemus ikineous ingår i släktet Metriocnemus och familjen fjädermyggor. Inga underarter finns listade i Catalogue of Life.